# Klaus Klaffenböck

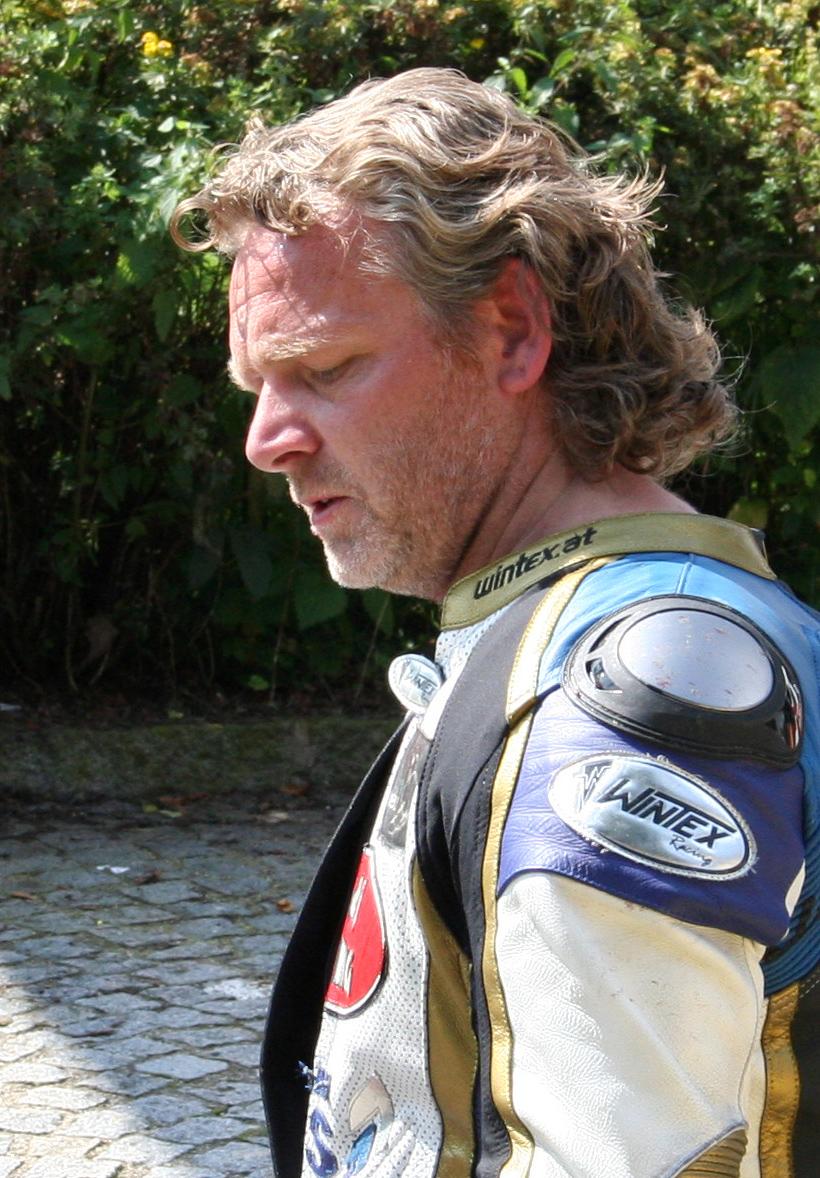
Klaus Klaffenböck (2014)

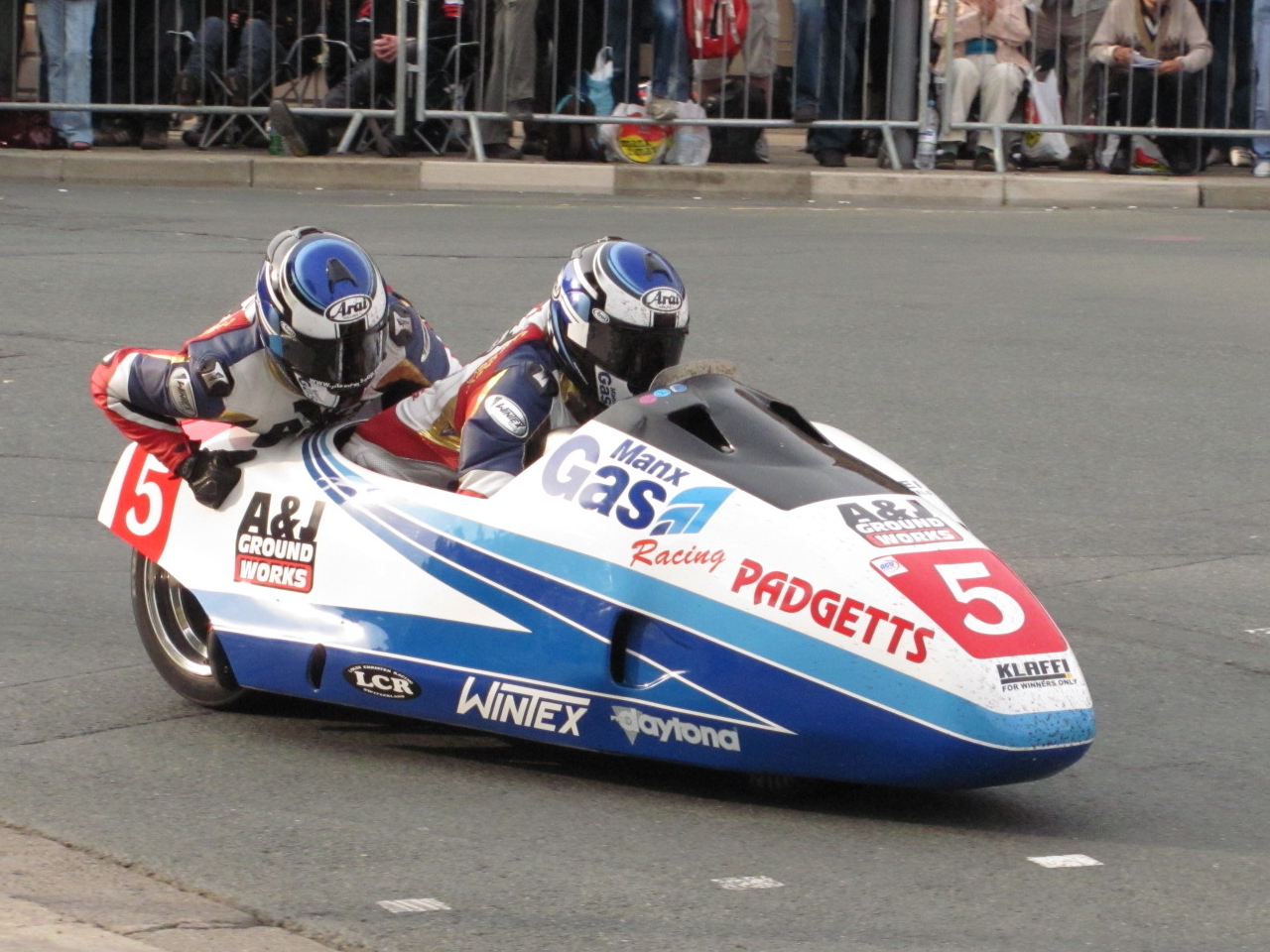
Klaus Klaffenböck und Daniel Sayle auf LCR-Honda bei ihren TT-Siegen 2010

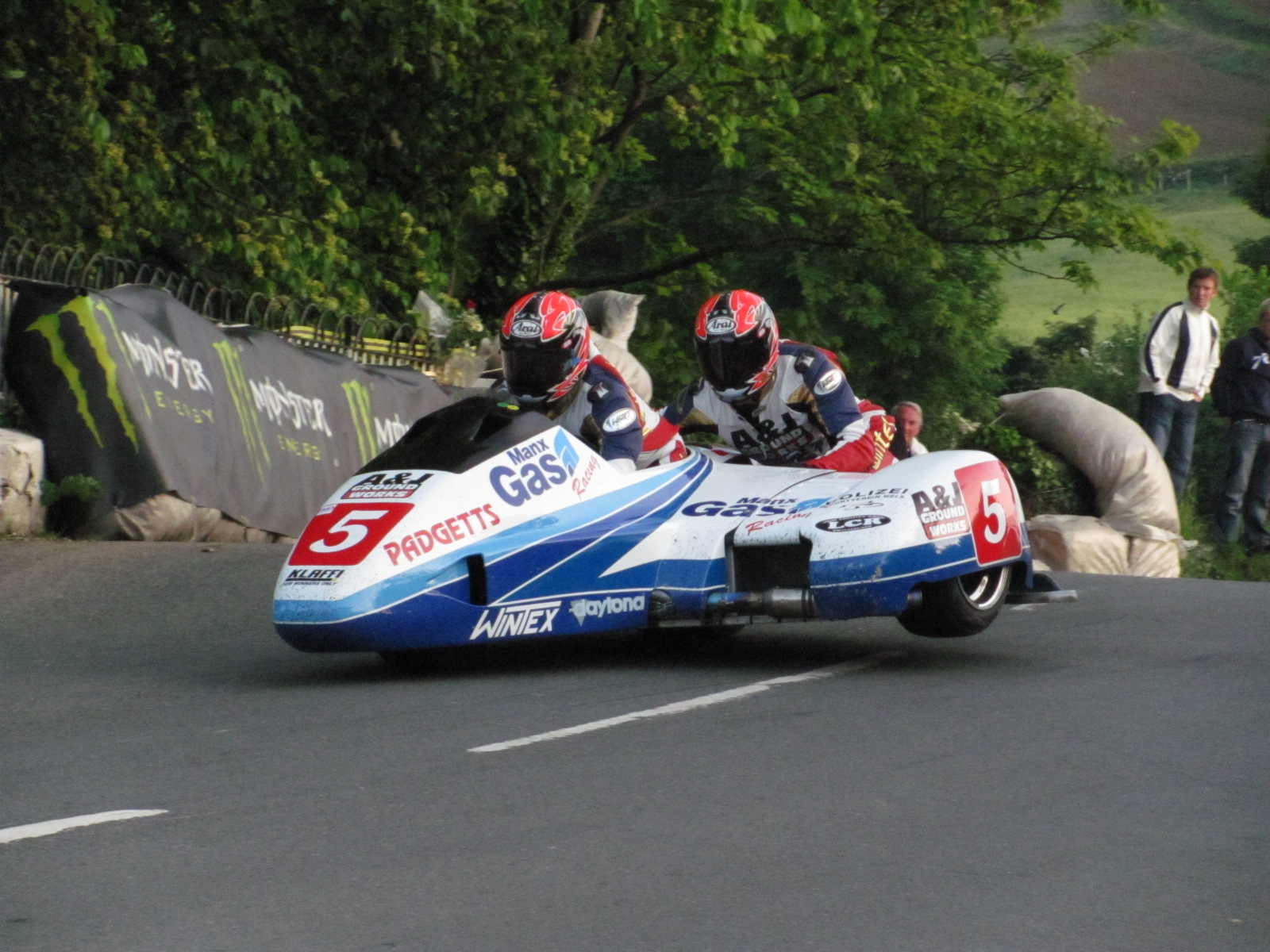
Klaffenböck / Sayle beim Sprung über die Ballaugh Bridge

Klaus Klaffenböck (* 24. Juli 1968 in Peuerbach) ist ein österreichischer Motorradrennfahrer und -teambesitzer.

## Karriere
Nach eigenen Angaben begann Klaus Klaffenböck seine sportliche Laufbahn damit, dass er als Österreicher etwas anderes machen wollte als Skifahren. So begann er mit Skibob und gewann dabei einen Weltcup. Bei den Weltmeisterschaften 1990 in Seefeld gewann er hinter seinen Landsleuten Markus Moser und Michael Hossek die Bronzemedaille im Slalom.
Danach verlagerte sich Klaffenböck  auf Motorradgespannrennen. 2001 gewann er zusammen mit Beifahrer Christian Parzer auf LCR-Suzuki den WM-Titel in dieser Kategorie.
2002 gründete Klaus Klaffenböck das „Team Klaffi“. Ab 2003 startete man in der Supersport-Weltmeisterschaft, 2005 verhalf er Max Neukirchner in dieser Klasse zum Karrierestart in der Weltmeisterschaft. 2005 und 2006 ging man in der Superbike-Weltmeisterschaft an den Start, im zweiten Jahr fuhr man mit dem brasilianischen Routinier Alex Barros sogar einen Laufsieg und den sechsten WM-Rang ein. Für die Saison 2007 fand Klaffenböck nicht genug Sponsoren, um den Rennbetrieb aufrechterhalten zu können und entschied sich, sein Team vorerst zurückzuziehen.

### Isle of Man TT 2010
Am 5. Juni 2010 feierte Klaus Klaffenböck zusammen mit seinem einheimischen Beifahrer Daniel Sayle seinen ersten Sieg bei der Tourist Trophy auf der Isle of Man. Die beiden verwiesen mit ihrer LCR-Honda im ersten von zwei Gespann-Läufen nach vier Runden auf dem fast 38 Meilen langen Snaefell Mountain Course die Lokalmatadoren Dave Molyneux / Patrick Farrance mit einem Vorsprung von knapp drei Sekunden auf Rang zwei.
Fünf Tage später, am 10. Juni 2010, gewannen Klaffenböck / Sayle auch den zweiten Seitenwagenlauf der TT. Er profitierte dabei von den Ausfällen der zwischenzeitlich führenden Dave Molyneux und Simon Neary. Zu Beginn der letzten der drei Runden lag das Duo Klaffenböck / Sayle mit einem Rückstand von 10,15 Sekunden auf Rang zwei hinter John Holden / Andrew Winkle. Der Österreicher holte kontinuierlich auf und verwies die Briten im Ziel um 1,12 Sekunden noch auf Rang zwei.

### Rückzug aus dem Rennsport
Nach der Saison 2011 beendete Klaffenböck seine aktive Laufbahn. Seitdem bietet er Motorradreisen zur TT an und betreibt einen Catering Service für Suzuki während der Rennen zur Superbike-Weltmeisterschaft. Seit 2012 lebt Kaffenböck auf der Isle of Man und besucht seinen alten Wohnort Wels nur noch gelegentlich. Als Rennfahrer nimmt er nur noch an den Oldtimer Rennen (engl. Classics) bei der Tourist Trophy teil.

## Siegestatistik
| Jahr | Titel                        | Maschine   | Beifahrer        |
| ---- | ---------------------------- | ---------- | ---------------- |
| 2001 | Seitenwagen-Weltmeister      | LCR-Suzuki | Christian Parzer |
| 2003 | Seitenwagen-Vizeweltmeister  | LCR-Yamaha | Christian Parzer |
| 2010 | 2 TT-Siege                   | LCR--Honda | Dan Sayle        |
| 2010 | Sieger Gespanne Southern 100 | LCR-Honda  | Dan Sayle        |
| 2011 | 1 TT-Siege                   | LCR-Honda  | Dan Sayle        |

## Verweise